# Ozone FM
Az Ozone FM Magyarország egyik legnagyobb hálózatos kereskedelmi rádiója volt, ami jelenleg internetes rádióként működik. 2008-ban indult győri helyi rádióként Oxygen FM néven, majd 2011-ben felvette az Ozone FM nevet. A rádió 2013-ban dinamikusan terjeszkedni kezdett, megszűnéséig országszerte 8 frekvencián volt hallgatható. 2016. november 15-én indult frekvenciáin a Rádió 1 adása, ezzel a rádió megszűnt. 2021-ben a rádió újraindult, adása jelenleg csak az interneten elérhető.

## Története

### Helyi rádióként (2008–2013)
2008-ban Győr egyik helyi kereskedelmi rádiója, a 103,1 MHz-en sugárzó BMC Rádió tulajdonost váltott. Ezt követően augusztus 30-án 15:00-kor indult el a rádió helyén az Oxygen FM.
2010. február 1-től 2011 tavaszáig volt hallható a Rise FM esti műsora, a NiteRise. A többi vidéki rádiótól eltérően mindennap este 7-től hajnali 3-ig volt hallható a műsor.
A rádió pénzügyileg, illetve hallgatottság tekintetében gyengén teljesített, a NiteRise azonban népszerű volt a fiatalok körében, így a tulajdonosok az adó újrapozicionálása mellett döntöttek. A rádió Ozone FM néven, főleg dance zenéket sugárzó rádióként indult újra 2011. november 4-én 21:00-kor. Ezzel egy időben indult el a Győr+ Rádió is, amely számára a tulajdonos Oxygen Media Group készíti a műsort, valamint a két rádió stúdiója egymás mellett volt található. Az adó új szlogenje "Maximum Dance!" volt. A megújult adó hamar a hallgatók kedvence lett. 2012. november 23-án Mosonmagyaróváron is elindult az adás a korábbi Lajta Rádió helyén, a 100,7 MHz-en.
2013. március 15-16. között a Győr+ Rádióval összekapcsolódva közös, 58 órás műsorfolyamot sugárzott a rádió. A rendkívüli időjárási helyzet alatt folyamatosan tájékoztatták az autókban rekedt embereket, összekötötték a rászorulókat a segíteni vágyókkal.
2013. április 9-én az állami tulajdonú Széchenyi Tőkebefektetési Alap 110 millió Ft értékben kisebbségi részesedést szerzett a tulajdonos Oxygen Media Groupban.

### Országos hálózatként (2013–2016)
2013. május 15-én az adó Facebook-oldalán bejelentették a balatoni Rádió 1-et üzemeltető Life Essence Kft., majd június 15-én a dunaföldvári, paksi, szekszárdi és bajai Rádió 1-et üzemeltető Alisca Network Kft. megvásárlását. A balatoni frekvencián május 23-án indult el a rádió tesztadása, majd itt, és a korábbi Alisca-frekvenciákon július 1-től szólt hivatalosan a rádió. A bővülést jelezve a rádió szeptember 23-án arculatot váltott, új szlogennel ("Mai slágerek maximumon!"), Top 40 formátumú rádióvá alakult át. A programigazgató a Rádió 1-től átigazolt Bertók László "McFly" lett, valamint átvették a korábban a Rádió 1-en (és több vidéki rádión) futó, Bárány Attila nevével fémjelzett Disco's Hit című esti mixműsort.
December 31-én 20:00-kor több napnyi tesztadás után hivatalosan is elindult a miskolci adás a korábban a Rádió GaGa, illetve Juventus Rádió által használt 96,3 MHz-en. 2014 tavaszán indult el a kiskőrösi adás 97,0 MHz-en ideiglenesen Ozone FM Kunság néven, azonban ez 2015. január 1-jével kivált a hálózatból, és Kunság Rádió néven kezdett önálló adást sugározni. 2014 júliusától több vidéki helyi rádióval együtt itt is hallható volt a VIVA Chart Show az egykori VIVA TV-s műsor rádiós változata (ez régebben a Rádió 1-en is volt hallható). Július 22-én megszűnt a mosonmagyaróvári adás a jogosultság lejárta miatt. Az év júliusában a hevesi Rádió Hello adását váltotta.
2016. október 26-án jelentették be, hogy a Médiatanács döntése alapján az Ozone FM és a nyíregyházi Rádió Pont 1 hálózatba kapcsolódik a nemrég újraindult budapesti Rádió 1-gyel, ezzel a rádió megszűnését eredményezve. November 14-én este 20:00-kor a szokásos esti Disco's Hit előtt Kis Gábor, a rádió egyik férfi műsorvezetője elköszönt a hallgatóktól, majd éjfélkor a műsorfolyamot a Rádió 1 immár ismét hálózatos adása váltotta. Az újraindult rádió a műsorvezetőket megtartotta, a vidéki műsorblokkokat a helyi stúdiók munkatársai készítik.

### Internetes rádióként (2021–)
2021 tavaszán a rádió tulajdonosa az Oxygen Media internetes rádióként indította újra az Ozone FM-et, a tervezett tematikus internetes rádiói közül elsőként, emellett elindult az Oxygen Music és a hozzá tartozó 15 zenei csatornája. 2021. július 21-én elindult az Oxygen Music hivatalos adása, valamint a Black Music és a Classics zenei csatornák. A főcsatornán (a társadók és az Ozone FM kivételével) hírek és műsorvezetés is hallható.

## Társadók
Az Ozone FM mellett további 17 zenei rádiót lehet hallgatni:
- Oxygen Music - főcsatorna
- Oxygen Classic Rock - Klasszikus rockzenéket játszó rádió
- Oxygen Fitness - Mixeket sugárzó tornarádió
- Oxygen Happy - Boldog zenéket játszó rádió
- Oxygen Indie - Indie zenéket játszó rádió
- Oxygen Italo Hits - Olasz zenéket játszó rádió
- Oxygen Kids - Rajzfilm kategóriájú zenéket játszó rádió
- Oxygen Lounge - 50-es és 60-as évek zenéit játszó rádió
- Oxygen Love Songs - Szerelmes dalokat játszó rádió
- Oxygen Magyar - Magyar és hazai zenéket játszó rádió
- Oxygen Oldies - Régi zenéket játszó rádió
- Oxygen Spencer Hill (Oxygen Cinema Hits) - Mozifilm kategóriájú zenéket játszó rádió
- Oxygen 80's Hits - A 80-as évek zenéit játszó rádió
- Oxygen 90's Hits - A 90-es évek zenéit játszó rádió
- Oxygen 00's Hits - A 2000-es évek zenéit játszó rádió
- Oxygen 10's Hits - A 2010-es évek zenéit játszó rádió
- Oxygen Black Music - Fekete zenéket játszó rádió
- Oxygen Classics - Szimfonikus zenéket játszó rádió
- Oxygen Xmas - Karácsonyi zenéket játszó rádió (csak télen)
- Oxygen Music Balaton - FM 105,7 MHz Balaton (csak nyáron)[22]

## Formátum, arculat
A rádió formátuma a 2011-es megújulás után CHR/Dance volt, később CHR/Top 40 formátumra váltottak. A Top 40 formátum jellemzője, hogy kiemelt figyelemben részesít programjában pár éves, a világon ismert előadók egy-két zeneszámát, az ezekből összeállított Top 40-es listát kétórás rotációban ismétli.
Hálózatos rádió lévén az egyes rádiófrekvenciákon napi 20 órában országos műsort sugárzott, napi 4 órában (9-13 óra között) önálló, helyi szinten előállított programmal jelentkezett. A rádió kétféle reklámblokkot sugárzott: az egyik az adó összes frekvenciáján volt hallható, a másik csak az egyes frekvenciákon (így egyszerre hirdethetett jutányosan regionális és helyi vállalkozás egyaránt).

## Munkatársak

### Műsorvezetők
- Kovács Ákos
- Kiss Gábor
- Hársfai István

### Hírszerkesztők
- Áncsán Ágnes
- Szentgáti Csaba

## Korábbi vételkörzet
- Győr - FM 103,1 MHz (2008–2016)
- Balaton - FM 105,7 MHz (2013–2016)[a]
- Dunaföldvár - FM 106,5 MHz (2013–2016)
- Paks - FM 107,5 MHz (2013–2016)
- Szekszárd - FM 91,1 MHz (2013–2016)
- Baja - FM 94,3 MHz (2013–2016)
- Miskolc - FM 96,3 MHz (2013–2016)
- Heves - FM 93,7 MHz (2015–2016)
- Mosonmagyaróvár - FM 100,7 MHz (2012–2014)
- Kiskőrös - FM 97,0 MHz (2014)